# Serafino Marelli
Serafino Marelli (fl. XX secolo) è stato un calciatore italiano, di ruolo portiere.
È stato erroneamente confuso con Carlo Marelli (difensore).

## Carriera
Con l'Esperia Como gioca soltanto 5 gare come portiere. Poi smette di giocare. Non compare su nessuna lista di trasferimento.